# 奧特克里克鎮區 (內布拉斯加州迪克森縣)
奧特克里克鎮區（英語：Ottercreek Township）是位於美國內布拉斯加州迪克森縣的一個行政鎮區。

## 地方資料
奧特克里克鎮區的面積為69.42平方千米，皆為陸地。根據2020年美國人口普查的數據，當地共有人口208人，而人口密度為每平方千米3人。